# This Masquerade
This Masquerade è un brano composto da Leon Russell. La canzone è apparsa sul lato B del singolo Tight Rope, un successo del 1972. 
La versione di maggior successo è stata eseguita da George Benson nel 1976 ed è stata l'unica registrazione vocale dell'album Breezin'. 
La versione singola di This Masquerade ha raggiunto la Billboard Hot 100 diventando così una top ten ed ha vinto il Grammy Award for Record of the Year 1977. 
La canzone è stata registrata anche da molti altri artisti, fra cui l'italiana Mia Martini (vedi discografia di Mia Martini). Fra essi, The Carpenters, che hanno registrato una versione del brano inserendola nell'album Now & Then del 1973, e Shirley Bassey, che l'ha inserita nel disco long playing All By Myself del 1982. 
Anche Mina (cantante) nel 1988 ha inciso una cover del pezzo nel disco Ridi pagliaccio.  
Anche altri artisti hanno registrato la canzone sono stati Sérgio Mendes & Brasil'77, No Mercy, Robert Goulet, Helen Reddy, Pat Metheny e altri. 
Lo stesso autore Leon Russell ne ha inciso una versione inserita nel 1973 nella colonna sonora del film L'esorcista di William Friedkin, mentre la versione di George Benson è apparsa nel film La ricerca della felicità.